# Карл Лудвиг Хардинг
Карл Лудвиг Хардинг (на немски: Karl Ludwig Harding) е германски астроном, открил астероида Юнона от Главния Астероиден пояс.

## Биография
Роден е на 29 септември 1765 година в Лауенбург, Германия. От 1789 до 1789 учи в Университета в Гьотинген теология, математика и физика.
През 1796 г. Йохан Йеронимус Шрьотер наема Хардинг за преподавател за сина си. Шрьотер е ентусиазиран астроном и Хардинг скоро е назначен за наблюдател и инспектор в неговата обсерватория. Там през 1804 г. Хардинг открива Юнона. По-късно работи в Гьотинген като помощник на Карл Фридрих Гаус и става професор по астрономия.
Освен Юнона, Хардинг открива три комети и публикува „Atlas novus coelestis“, звезден каталог със 120 000 звезди.
Умира на 31 август 1834 година в Гьотинген на 68-годишна възраст.

## Признание
В памет на Карл Лудвиг Хардинг са наречени
- Кратерът Хардинг на Луната
- Астероидът „2003 Хардинг“.